# أولياء (اسم)
أَوْلِيَاء هو اسم علم مذكر ومؤنث من أصل عربي، وجاء الاسم على صيغة الجمع، ومعناه هو النصير والمحب والقريب والمطيع.